# Ашрафян, Левон Андреевич
Лево́н Андре́евич Ашрафя́н (род. 12 июня 1952, Батуми, Аджарская АССР) — советский и российский онколог, доктор медицинских наук (1989), профессор, заслуженный врач России (2004), Академик РАН (2016), руководитель института онкогинекологии и маммологии. Лауреат Государственной премии РФ в области науки и технологий (2022).

## Биография
Ашрафян Левон Андреевич родился 12 июня 1952 года в г. Батуми в семье служащего.
В 1969 году после окончания русской средней школы № 8 г. Батуми поступил на лечебный факультет Ставропольского государственного медицинского института, который окончил в 1975 году.
Ещё обучаясь в институте, Ашрафян Л. А. был активным членом биохимического кружка, увлекаясь проблемами онкологии (эксперименты с канцерогенными соединениями) и молекулярной биологии (изучение свойств гистона). С 3-го курса активно посещал ночные дежурства в клинике общей хирургии, где принимал участие в экстренных хирургических вмешательствах. В конце 3 курса ему доверяли выполнение несложных операций (аппендэктомии, грыжесечения).
В то время он думал посвятить свою жизнь хирургии. Однако интернатуру пришлось проходить на кафедре акушерства-гинекологии, что послужило причиной распределения по специальности акушер-гинеколог. По месту распределения не нашлось места работы в родильном доме, и он был направлен в онкологический диспансер в отделение онкогинекологии. С этого момента и начался его профессиональный путь в онкогинекологии.
Своим первым учителем в профессии Л. А. Ашрафян считает профессора Наталию Ивановну Шуваеву, руководителя онкогинекологического отделения Московского научно-исследовательского онкологического института им. П. А. Герцена, где с 1976 по 1978 год он проходил клиническую ординатуру. В то время в институте трудились такие выдающиеся онкологи как профессора И. С. Краевская, З. В. Гольберт, Н. И. Никитина, М. А. Волкова, В. В. Городилова, Ю. Я. Грицман, А. И. Пирогов, член-корр. РАМН Б. Е. Петерсон. Все они и многие другие сотрудники института стали наставниками и воспитателями в такой сложной профессии, как онкология. Наряду с ними, огромное влияние имели труды выдающихся отечественных и иностранных ученых (И. В. Давыдовский, С. Ф. Глазунов, Л. А. Зильбер, Р.Вирхов, И.Конгейм и др.).
Особая творческая дружба стала складываться с проф. Ю. В. Варшавским и проф. Я. В. Бохманом. Юрий Викторович был руководителем кандидатской диссертации, а Ян Владимирович стал впоследствии консультантом докторской диссертации.
Пройдя аспирантуру, по специальности рентгенология и радиология в 1981 год была защищена кандидатская диссертация, а в 1989 году — докторская диссертация по теме «Стандартизованная диагностика рака эндометрия», где на тот момент впервые были обоснованы клинико-морфологические критерии микроинвазивного рака эндометрия и предложены принципы его ранней диагностики и лечения.
С 1982 по 1986 год — младший научный сотрудник отделения онкогинекологии МНИОИ им. П. А.Герцена.
С 1986 года — старший научный сотрудник Московского научно-исследовательского рентгенорадиологического института МЗ РФ (в последующем Российский научный центр рентгенорадиологии).
В 1995 году проф. Л. А. Ашрафян организовал и возглавил отделение комбинированных методов лечения гинекологических заболеваний того же института.
В 2011 году профессор Л. А. Ашрафян избран член-корреспондентом Российской академии медицинских наук, а в 2016 году избран действительным членом Российской Академии Наук.
Под руководством академика Л. А. Ашрафяна защищено 7 докторских и 34 кандидатские диссертации. Он автор более 300 работ в отечественных и зарубежных печатных изданиях, 6 монографий, множества глав в руководствах.
Л. А. Ашрафян в течение многих лет занимается проблемами профилактики и ранней диагностики рака репродуктивных органов. Им сформирована концепция микроинвазивного рака тела матки.
Наряду с этим им одним из первых высказана и активно проводится идея комбинированных и расширенных хирургических вмешательств при местнораспространённых злокачественных процессах, а также рецидивах гинекологического рака с широким использованием различных неоадъювантных мероприятий (химиотерапия, лучевая терапия, эмболизация и пр.).
В последние годы под его руководством развёрнуты исследования, касающиеся онкологических аспектов постменопаузы и молекулярно-биологическим факторам канцерогенеза, патогенетической, таргетной профилактики рака репродуктивных органов. Тесное сотрудничество с биохимиками, генетиками, молекулярными биологами в значительной степени сформировали ряд ключевых позиций, касающиеся раннего канцерогенеза первичной опухоли, механизма её прогрессии и развития «метастатической болезни», что принципиально изменило подходы в лечении онкологического больного и обозначило реальную первичную профилактику и профилактику рецидивов.
Основное кредо, по которому строит свою профессиональную деятельность академик Л. А. Ашрафян: «Онкология- профессия творческая. Здесь воедино сплелись знания, сомнения, опыт, терпение, милосердие, отчаяние, любовь и вера. Здесь каждый день идет поиск, познание, стремление все сделать максимально верно и эффективно».
Академик Л. А. Ашрафян является членом ассоциации онкологов России, Российской ассоциации акушеров-гинекологов, Российской ассоциации рентгенологов-радиологов, Европейской ассоциации гинекологов-онкологов, Американской ассоциации гинекологов-эндоскопистов, член Учёного совета РНЦРР, член Диссертационного совета Научного Центра акушерства, гинекологии и перинатологии Минздрава России, член редакционных советов ряда журналов.
Впервые в России в 2017 году он организовал и возглавил институт онкогинекологии и маммологии, входящий в структуру Национального медицинского исследовательского центра акушерства, гинекологии и перинатологии имени академика В. И. Кулакова МЗ РФ, где академик Л. А. Ашрафян занимает должность заместителя директора центра. Сегодня под руководством Л. А. Ашрафяна ведутся исследования, касающиеся проблем «Рак и беременность», «Возможности репродукции у пациенток, перенесших лечение по поводу онкологических заболеваний», «Масштабная профилактика и масштабный скрининг рака репродуктивных органов». Внедрение новых разработок способствует созданная академиков Л. А. Ашрафяном Российское общество специалистов по профилактике и лечению опухолей репродуктивных органов (РОСОРС).
Он входит в состав редакционного совета ряда журналов: «Онкогинекология», «Опухоли женской репродуктивной системы», «Акушерство и гинекология», «Акушерство, гинекология, репродукция», «Медицинская визуализация». В течение длительного времени проф. Л. А. Ашрафян является консультантом ЦКБ Управления Делами Президента РФ.
Профессора Л. А. Ашрафяна характеризует высокая работоспособность, чувство ответственности перед больными, честность и добросовестность в выполнении возложенных на него обязанностей, что позволяет ему пользоваться заслуженным авторитетом и уважением сотрудников центра и больных.
За успехи в клинической и научной работе он неоднократно отмечался грамотами Министра здравоохранения РФ, а в 2004 году указом Президента РФ Ашрафяну Л. А. присвоено почётное звание «Заслуженный врач Российской Федерации».
В 2023 году награждён орденом Пирогова.

### Основные работы
- Ашрафян Л. А., Киселев В. И., Кузнецов И. Н., Муйжнек Е. Л., Герфанова Е. В., Вашакмадзе С. Л. Молекулярная онкобиология и перспективы эффективной терапии //Онкология. Журнал им. П. А. Герцена 2016 г.,№ 3, С.80-87
- Ашрафян Л. А., Киселёв В. И., Алёшикова О. И., Пономарёва Ю. В., Кузнецов И. Н., Вашакмадзе С. Л. Результаты консервативной терапии пациенток с цервикальной интраэпителиальной неоплазией I—II степени (CIN I—II) //Акушерство и Гинекология 2015.-№ 12.- С.103-109
- Бебнева Т. Н., Муйжнек Е. Л., Роговская С. И., Киселёв В. И., Ашрафян Л. А. и др. Патогенетическое лечение неопластических процессов шейки матки: новые подходы // Доктор. Ру. Гинекология Эндокринология 2016. № 3 (120). С. 9-14.
- Ашрафян Л. А. Концепция микроинвазивного рака эндометрия. //Российский онкологический журнал, 2016,№ 2.- с.34-41
- Ашрафян Л. А., Антонова И. Б., Герфанова Е. В., Алешикова О. И. Вероятная модель патогенеза спорадического рака яичников.//Российский онкологический журнал,2016, № 2.-С.52-60
- Ашрафян Л. А., Бабаева Н. А.. Антонова И. Б. и др. Роль метаболического синдрома в патогенезе рака молочной железы // «Вестник российского научного центра рентгенорадиологии», 2016-№ 2 (URL: http://vestnik.rncrr.ru)
- Скрининг и ранняя диагностика рака репродуктивных органов. 2-е издание, «Молодая гвардия».2016. С.244
- Национальное руководство по акушерству и гинекологии, 2016. Раздел 5. Доброкачественные и злокачественные заболевания женских половых органов. С.291-397
- Л. А. Ашрафян, В. И. Киселев, Е. Л. Муйжнек, И. Б. Антонова, И. Н. Кузнецов, О. И. Алешикова, Е. В. Герфанова Рак яичников: концепция патогенеза и принципы терапии. / Онкология. Журнал им. А. П. Герцена, 2015-№ 3-С.73-81
- Levon Ashrafian, Gennady Sukhikh, Vsevolod Kiselev, Mikhail Paltsev, Vadim Drukh, Igor Kuznetsov, Ekaterina Muyzhnek, Inna Apolikhina and Evgeniya Andrianova. Double-blind randomized placebocontrolled multicenter clinical trial (phase IIa) on diindolylmethane’s efficacy and safety in the treatment of CIN: implications for cervical cancer prevention// The EPMA Journal (2015) 6:25, Р.1-12
- Л. А. Ашрафян, Г. Т. Сухих, В. И. Киселев, И. А. Аполихина, М. А. Пальцев, В. М. Друх, И. Н. Кузнецов, Е. Л. Муйжнек. ЭФФЕКТИВНОСТЬ И БЕЗОПАСНОСТЬ ДИИНДОЛИЛМЕТАНА (СУППОЗИТОРИИ ВАГИНАЛЬНЫЕ) В ЛЕЧЕНИИ ЦЕРВИКАЛЬНОЙ ИНТРАЭПИТЕЛИАЛЬНОЙ НЕОПЛАЗИИ.//Молекулярная медицина, № 6, 2015, с.20-25.

## Награды
- Орден Пирогова (26 января 2023 года) — за заслуги в области здравоохранения и многолетнюю добросовестную работу[3]
- Заслуженный врач Российской Федерации (22 марта 2004 года) — за заслуги в области здравоохранения и многолетнюю добросовестную работу[4]
- Государственная премия Российской Федерации (в составе группы учёных, за 2022 год) — за цикл фундаментальных и прикладных работ по разработке и внедрению в практику перинатологии, онкологии и репродуктивной медицины персонифицированных методов диагностики, профилактики и терапии[5]